# Zwarte vuurzwam
De zwarte vuurzwam (Phellinus igniarius var. trivialis) is een variëteit van een schimmel behorend tot de familie Hymenochaetaceae. Hij leeft als necrotrofe parasiet op stammen van wilg (Salix). Hij veroorzaakt witrot.

## Taxonomie
De zwarte vuurzwam, die ook wel als aparte soort wordt aangeduid – Ph. trivialis (Bres.) Kreisel - komt volgens onderzoek van Fischer (1995) geen aparte taxonomische status toe. Deze auteur beschouwt beide taxa dus als behorende tot dezelfde soort: namelijk de echte vuurzwam (Ph. igniarius). Niemelä (1975) kwam al tot de conclusie dat door de gelijkenis het gerechtvaardigd is om beide als één (uiterst variabel) taxon op te vatten. In het standaardwerk "Poroid fungi of Europe" wordt het onderscheid ook niet meer gemaakt. In de Europese sleutel voor vuurzwammen behorende tot het geslacht Phellinus sensu lato (=opgevat in brede zin) opgesteld door Rivoire (2014) wordt de variëteit trivialis nog wel van de (typische) variëteit igniarius onderscheiden. 

## Kenmerken
De meest authentieke beschrijving van de zwarte vuurzwam is van Niemelä (1995): driehoekige vruchtlichamen, erg variabel in grootte, zwarte hoed met scherpe rand en kris-kras gegroefd, hymenium vaak aflopend op het substraat.

## Ecologie
Evenals de echte vuurzwam is dit taxon beperkt tot dode en levende wilgen. De vondsten die in Nederland aan dit taxon zijn toegeschreven, vermelden (vrijwel) alle wilg als substraat.

## Verspreiding
In Nederland komt de zwarte vuurzwam zeldzaam voor. Hij staat op de rode lijst in de categorie Gevoelig.